# Торияма Секиен
Торияма Секиен (на японски: 鳥山 石燕, 1712 – 22 септември 1788) е артистичният псевдоним на Сано Тойофуса, който е учен, поет (в стил „Кьока“) и майстор на гравюри „Укийо-е“ от 18 век. Той произхожда от род на видни служители на шогуната Токугава и се обучава при Кано Гьокуен и Кано Чиканобу (представители на артистичната школа „Кано“) въпреки че никога не е признат за последовател на тяхната школа.

## Биография
След като се оттегля от службата си към шогуната, Торияма Секиен се занимава с преподаване на поезия и рисуване. Той е сред първите, които прилагат методите на школата Кано при изработката на гравюрите „Укийо-е“ и изобретява редица нови похвати като например „фуку-бокаши“ (който позволява възпроизвеждането на цветови нюанси). Негови известни ученици са Китагава Утамаро и Утагава Тойохару, а според някои източници самият Утамаро е бил негов син или е осиновен, тъй като Секиен пише, че малкият Утамаро си играе в градината му.
Секиен е най-добре познат с неговите илюстровани сборници с японски духове и митологични създания (йокай). Първият сборник се радва на широка популярност и след него са издадени още три. Последният от тях съдържа духове, които са главно плод на неговото въображение. По това време в Япония са доста популярни илюстрованите сборници с митологични същества от китайския фолклор. Изображенията, които създава спомагат за изграждането на визуална представа за редица японски митологични същества и вдъхновява други художници като Цукиока Йошитоши, Каванабе Кьосай и Мизуки Шигеру. През 1773 г. издава първият си сборник „Торияма бико“ (鳥山彦, „Ехото от птичата планина“), а през 1774 „Албумът с илюстрации на Секиен“. Следва „Картини от нощното шествие на стоте демона“ (画図百鬼夜行) от 1776 г., който заимства от друго произведение – „Картини на сто демона“ (百怪図巻) от художника Саваки Шуши, издадено през 1737 г. Секиен подготвя илюстрациите си на дървени гравюри, които лесно се размножават и се подвързват, което ги прави далеч по-достъпни от рисуваните картини. През 1779 и 1780 г. са издадени две продължения на този сборник, а през 1784 г. и „Сборник със сто обладани предмети“ (百器袋). В него съществата представляват духове-предмети („тсукумогами“), които са оживели според вярването, че след 100 години и най-обикновен предмет може да оживее. Сред тях има сламени сандали и наметки, метли, тенджери, стремена, делви и други предмети от японския бит.
Умира на 22 септември 1788 г. Гробът му се намира в Токио.